# Corbu (gmina Teslui)
Corbu – wieś w Rumunii, w okręgu Aluta, w gminie Teslui. W 2011 roku liczyła 146 mieszkańców. 